# Гвенцадзе Іван Миколайович
Іван Миколайович Гвенцадзе (1907 — 1990) — Герой Радянського Союзу (1944). Заслужений інженер Грузинської РСР.

## Біографія
Народився 23 квітня 1907 року в селі Бареулі (нині муніципалітету Амбролаурі в Грузії) у селянській родині. Грузин. Освіта середня.
У 1937 році закінчив Тбіліській індустріальний інститут. Працював головним енергетиком на газоліновому заводі №2 в місті Грозний. Член ВКП(б) з 1939 року.
З лютого 1942 року в РСЧА. У квітні 1942 року закінчив курси молодших лейтенантів.
У діючій армії на фронтах німецько-радянської війни з серпня 1942 року. Відзначився під час битви за Дніпро.
26 вересня 1943 року командир батареї 33-го гвардійського артилерійського полку (14-а гвардійська стрілецька дивізія, 57-а армія, Степовий фронт) гвардії лейтенант Гвенцадзе з батареєю форсував Дніпро в районі села Пушкарівка (нині в межах міста Верхньодніпровськ Січеславської області). Вогнем з відкритих позицій забезпечив передовим частинам дивізії захоплення плацдарму і відбиття 4 ворожих контратак, сприяв головним силам дивізії у переправі на плацдарм і в боях за його розширення. 
З грудня 1945 року старший лейтенант Гвенцадзе у запасі. Жив у Тбілісі.

## Нагороди
17 травня 1944 року Івану Миколайовичу Гвенцадзе присвоєно звання Героя Радянського Союзу. Після війни - Заслужений інженер Грузинської РСР.
Також був нагороджений:
- орденом Леніна,
- орденом Червоного Прапора
- 2-ма орденами Вітчизняної війни 1 ступеня
- орденом Червоної Зірки
- медалями.